# Stalobelus dynastes
Stalobelus dynastes är en insektsart som beskrevs av Capener 1972. Stalobelus dynastes ingår i släktet Stalobelus och familjen hornstritar. Inga underarter finns listade i Catalogue of Life.